# Marathon van Osaka 2014

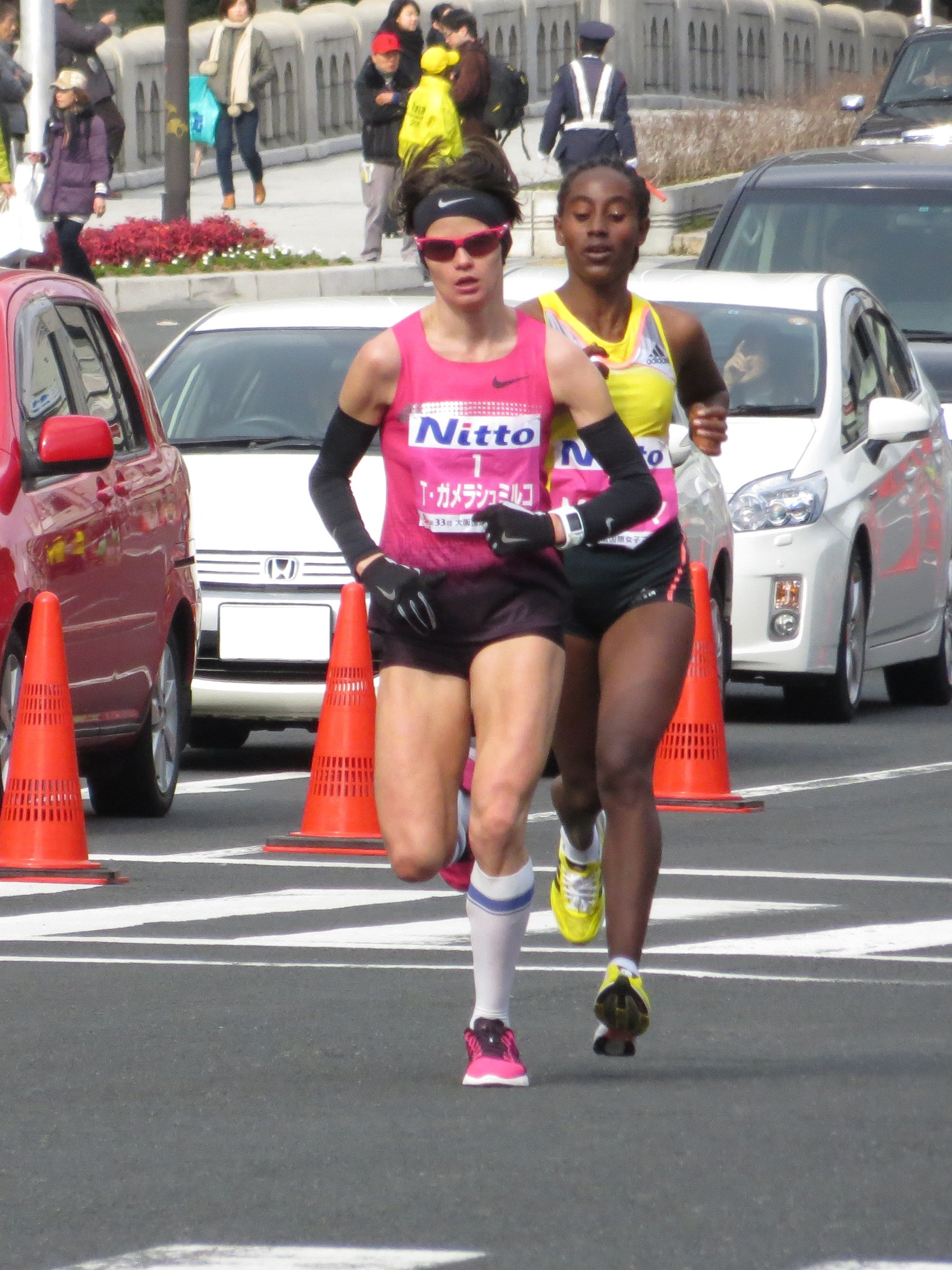
Tetjana Hamera-Sjmyrko aan kop van de wedstrijd.

De Marathon van Osaka 2014 werd gelopen op zondag 26 januari 2014. Het was de 33e editie van deze marathon. Alleen vrouwelijke elitelopers mochten aan de wedstrijd deelnemen.
De Oekraïense Tetjana Hamera-Sjmyrko won net als vorige editie de wedstrijd. Ditmaal had ze 2:24.37 nodig voor de overwinning en had ze een ruime minuut voorsprong op de Japanse Yukiko Akaba.

## Uitslag
| rang   | naam                   | land | tijd    |
| ------ | ---------------------- | ---- | ------- |
| Goud   | Tetjana Hamera-Sjmyrko | UKR  | 2:24.37 |
| Zilver | Yukiko Akaba           | JPN  | 2:26.00 |
| Brons  | Karolina Jarzynska     | POL  | 2:26.31 |
| 4      | Sairi Maeda            | JPN  | 2:26.46 |
| 5      | Marta Megra            | ETH  | 2:28.06 |
| 6      | Nataliya Puchkova      | RUS  | 2:28.44 |
| 7      | Mari Ozaki             | JPN  | 2:31.17 |
| 8      | Deborah Toniolo        | ITA  | 2:31.42 |
| 9      | Louise Damen           | ENG  | 2:32.21 |
| 10     | Sayo Nomura            | JPN  | 2:32.29 |
| 11     | Nanami Matsuura        | JPN  | 2:33.24 |
| 12     | Yuko Watanabe          | JPN  | 2:34.01 |
| 13     | Hiroko Miyauchi        | JPN  | 2:35.03 |
| 14     | Shizuka Kudo           | JPN  | 2:37.52 |
| 15     | Kaori Oyama            | JPN  | 2:39.47 |
| 16     | Helen Wanjiru          | KEN  | 2:39.57 |
| 17     | Eiko Ueno              | JPN  | 2:41.52 |
| 18     | Hiromi Saito           | JPN  | 2:44.31 |
| 19     | Yuri Yoshizumi         | JPN  | 2:45.13 |
| 20     | Reiko Kobayashi        | JPN  | 2:46.23 |
| 21     | Toshiko Yoshikawa      | JPN  | 2:49.23 |
| 22     | Yumiko Hara            | JPN  | 2:49.29 |
| 23     | Haruka Suzuki          | JPN  | 2:51.02 |
| 25     | Kyoko Matsumoto        | JPN  | 2:51.41 |

1982 ·
1983 ·
1984 ·
1985 ·
1986 ·
1987 ·
1988 ·
1989 ·
1990 ·
1991 ·
1992 ·
1993 ·
1994 ·
1995 ·
1996 ·
1997 ·
1998 ·
1999 ·
2000 ·
2001 ·
2002 ·
2003 ·
2004 ·
2005 ·
2006 ·
2007 ·
2008 ·
2009 ·
2010 ·
2011 · 
2012 ·
2013 ·
2014 ·
2015 ·
2016 ·
2017